# Hannes Swoboda
Johannes Hannes Swoboda (Bad Deutsch-Altenburg, 10 novembre 1946) è un politico austriaco di orientamento socialdemocratico.
Dal gennaio 2012 al luglio 2014 è stato presidente del gruppo dell'Alleanza Progressista dei Socialisti e dei Democratici al Parlamento europeo.

## Biografia
Swoboda si diplomò nel 1964 e studiò giurisprudenza ed economia presso l'Università di Vienna, laureandosi nel 1972. Nel 1972 cominciò a lavorare presso il dipartimento per gli affari economici della Camera del lavoro di Vienna, occupandosi di finanza e politica ambientale. Tra il 1976 e il 1986 diresse il dipartimento per la politica municipale, economica, sanitaria e abitativa della Camera del lavoro di Vienna.

### Carriera politica
Swoboda si iscrisse al Partito socialdemocratico austriaco (SPÖ) nel 1971. Tra il 1978 e il 1983 fu consigliere distrettuale della SPÖ a Vienna, e nel 1983 fu eletto membro dell'assemblea e del consiglio municipale di Vienna, di cui coordinò il gruppo socialdemocratico tra 1986 e 1988.
Nel 1988 fu nominato consigliere comunale responsabile per lo sviluppo urbano, la pianificazione e le risorse umane, nel 1991 fu nominato responsabile per lo sviluppo urbano, la pianificazione e i trasporti e tra il 1994 e il 1996 fu responsabile per lo sviluppo urbano, la pianificazione e le relazioni esterne della città. Tra il 1988 e il 2011 presiedette la sezione SPÖ di Meidling. Swoboda è membro del comitato esecutivo della SPÖ di Vienna dal 1989 e membro del comitato esecutivo federale del partito dal 1997. Dal 1995 al 2010 è stato responsabile federale della SPÖ responsabile per l'istruzione.
Swoboda è membro del Parlamento europeo ininterrottamente dall'11 novembre 1996. Ha presieduto la delegazione austriaca nel gruppo socialista al Parlamento europeo tra il 1996 e il 2004, ed è stato il candidato di punta dell'SPÖ alle elezioni europee del 2004 e del 2009. È stato vicepresidente del gruppo socialista e dell'Alleanza Progressista dei Socialisti e dei Democratici al Parlamento europeo dal 1997 al 2012. Nello stesso periodo è stato anche vicepresidente della delegazione interparlamentare per le relazioni con l'Europa sudorientale.

#### Capogruppo al Parlamento europeo
Dopo le dimissioni di Martin Schulz, nel gennaio 2012 Swoboda è stato eletto presidente del gruppo dell'Alleanza Progressista dei Socialisti e dei Democratici al Parlamento europeo.

## Pubblicazioni
- The Hidden Agenda of the Information Society: Global Trends and Local Choices, con Viktor Klima, Susan Ness e Franz Vranitzky (Vienna: Studien Verlag, 1997)
- Buchinger Kocht Europa, con Bernhard Angerer, Manfred Buchinger e Ulli Knes (Vienna: Echomedia, 1998)
- Mein Europa. Auf der Suche nach Sicherheit und Freiheit (Vienna: ECHO-Verlag, 1999)
- Europatagebuch 1999/2000: An den Grenzen Europas (Vienna: Zukunftswerkstätte und Kulturwerkstätte, 2000)
- Der Schlossplatz in Berlin. Bilanz einer Debatte (Berlin: B & S Siebenhaar, 2002)
- Tour d'Europe. Etappen auf dem Weg zu einem neuen Europa (Klagenfurt/Celovec: Wieser-Verlag, 2002)